# Prieuré de Vernoil-le-Fourrier
Le prieuré de Vernoil-le-Fourrier est un prieuré situé à Vernoil-le-Fourrier, en France.

## Localisation
Le prieuré est situé dans le département français de Maine-et-Loire, sur la commune de Vernoil-le-Fourrier.

## Historique
L'édifice est inscrit au titre des monuments historiques en 1975.